# Elaeodendron balae
Elaeodendron balae är en benvedsväxtart som beskrevs av André Joseph Guillaume Henri Kostermans och Weeratunga et al. Elaeodendron balae ingår i släktet Elaeodendron och familjen Celastraceae. Inga underarter finns listade.